# Otomeria oculata
Otomeria oculata är en måreväxtart som beskrevs av Spencer Le Marchant Moore. Otomeria oculata ingår i släktet Otomeria och familjen måreväxter. Inga underarter finns listade i Catalogue of Life.